# Quartet West
Quartet West ist ein Jazz-Album von Charlie Haden, aufgenommen in zwei Sessions am 22. und 23. Dezember 1986 in Los Angeles. Quartet West bezeichnet gleichzeitig Hadens kalifornische Band.

## Das Album

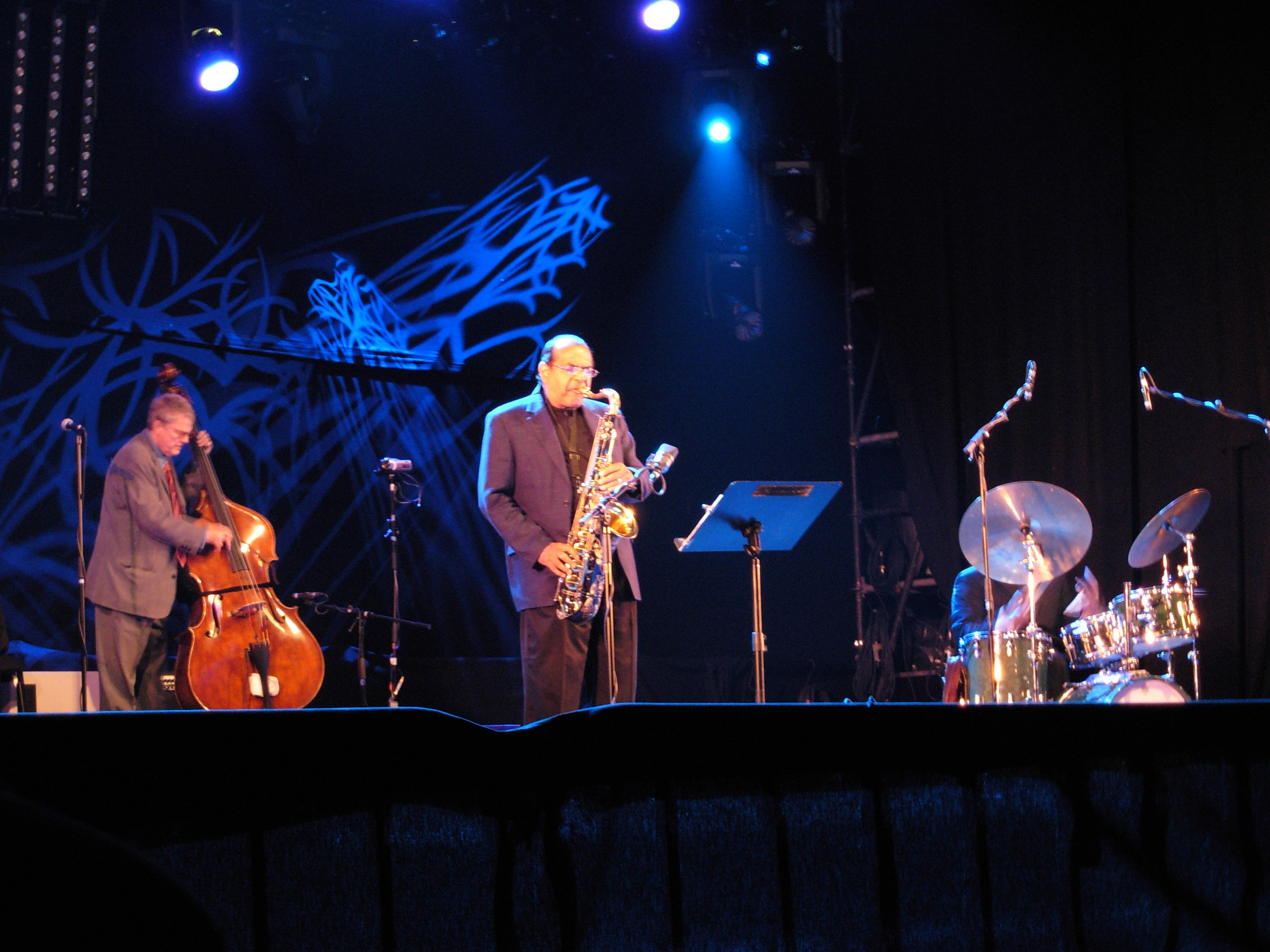
Charlie Haden Quartet West (2007)

Charlie Hadens Quartet West war in den 1980er und 1990er Jahren ein erfolgreiches Ensemble des Bassisten, der sich zuvor einen Namen als Avantgarde-Bassist in Ornette Colemans Band und mit seinem Liberation Music Orchestra gemacht hatte. Nach seiner Rückkehr an die amerikanische Westküste im Jahr 1979 und dem Quartet West kehrte er zu einem eher Bop-beeinflussten, mehr dem Mainstream näheren Sound zurück. Neben zwei Original-Kompositionen Hadens (In the Moment, Bay City und dem Solo Taney County) spielt die Band zwei Titel aus dem Repertoire Ornette Colemans (The Good Life und The Blessing), die Pat-Metheny-Nummer Hermitage (von Methenys ECM-Album New Chautauqua, 1979) sowie die Jazzstandards Body and Soul, My Foolish Heart, Billy Strayhorns Passion Flower und Charlie Parkers Passport. Die Musik des Albums (und auch der danach folgenden Produktionen des Quartet West) soll atmosphärisch den Charakter der 1940er Jahre beschwören, die Jahre von Hadens Kindheit und seiner Mitwirkung in der Radioshow seiner Familie. Haden widmete seine Komposition Bay City dem Kriminalautor Raymond Chandler und zitiert in den Liner Notes eine Passage aus dessen Buch Lebwohl, mein Liebling von 1940, die beginnt mit:
„I starred back at the lights of Bay City and tried not to bear down too hard on my dinner“

## Bewertung des Albums
Stacia Proefrock vergab dem Album in Allmusic die Höchstbewertung von fünf Sternen und schrieb:
„Obwohl das Album stilistisch nicht viele Grenzen ausdehnt, mindert dieses Format kaum Hadens eindrucksvolle Darbietungen, und seine Zuneigung für das Material wird ersichtlich mit seinen verschlungenen Arrangements, besonders bei den beiden Titeln von Ornette Coleman, 'The Good Life' and 'The Blessing'. Insbesondere 'The Good Life' ist energiegeladen, und eine Kostprobe für geschicktes, freudiges und mühelose Spiel des Pianisten Alan Broadbent. Haden bringt hier drei Original[-kompositionen], von denen die überzeugendste 'In the Moment' ist, die etwas von der rhythmischen Komplexität zeigt, die er mit seinem früheren Werk offenbart hatte. Jedoch der wahre Höhepunkt des Albums ist vielleicht seine Version von Charlie Parkers 'Passport', die die ganze Band in einem überschwänglichen Ausbruch von Energie zusammenbringt“.
In ihrer Besprechung bezeichnen Richard Cook und Brian Morton (1993) das erste Album des Quartet West als das beste:
„The 1986 record is in the style of the ’40s, beautiful and idiomatically played. Watts and Broadbent are as aware of contemporary harmonics as one would expect, but they aren’t prepared to dismiss an older language either. Haden himself straddles the broad highway that runs from Jimmy Blanton to Jimmy Garrison, and some of the phrase shapes irresistibly recall Wilbur Ware. Even allowing for the crytalline quality of the record, who would with confidence have dated these performances of Body and Soul and My Foolish Heart?“

## Die Titel
- Charlie Haden: Quartet West (Verve Records – 831 673-1)

1. Hermitage (Metheny) 7:59
2. Body and Soul (Eyton, Green, Heyman, Sour) 6:19
3. The Good Life (Coleman, Distel) 4:39
4. In the Moment (Haden) 6:06
5. Bay City (Haden) 6:46
6. My Foolish Heart (Victor Young, Ned Washington) 6:47
7. Passport (Parker) 4:45
8. Taney County (Haden) 7:39
9. The Blessing (Coleman) 5:50
10. Passion Flower (Strayhorn) 4:53

## Weitere Alben des Quartet West
- Charlie Haden’s Private Collection, Volume 2 (Naim, 1987), dieselbe Besetzung
- In Angel City (Verve, 1988), mit Lawrence Marable und Alex Cline statt Billy Higgins
- Haunted Heart (Verve, 1990)
- Always Say Goodbye (Verve, 1993)
- Now Is The Hour (Verve Gitanes/1995)
- The Art Of Song (Verve Gitanes/1999), mit Shirley Horn, Bill Henderson
- Sophisticated Ladies (2010)